# Глаубиц
Глаубиц (њем. Glaubitz) општина је у њемачкој савезној држави Саксонија. Једно је од 34 општинска средишта округа Мајсен. Према процјени из 2010. у општини је живјело 2.062 становника. Посједује регионалну шифру (AGS) 14627040.

## Географски и демографски подаци
Глаубиц се налази у савезној држави Саксонија у округу Мајсен. Општина се налази на надморској висини од 119 метара. Површина општине износи 14,0 km². У самом мјесту је, према процјени из 2010. године, живјело 2.062 становника. Просјечна густина становништва износи 148 становника/km².